# Jorge Aravena (futbolista)
Jorge Orlando Antonio Aravena Plaza (Santiago, 22 de abril de 1958) es un entrenador y exfutbolista profesional chileno que jugó como mediocampista. Ha sido el «máximo goleador chileno en un año calendario» con 58 tantos oficiales en 1983, el «máximo anotador chileno de tiro libre» con 62 goles y uno de los principales lanzadores por esta vía en el siglo XX según la FIFA.
Militó en los clubes chilenos Santiago Morning, Deportes Naval, Universidad Católica, Unión Española y Audax Italiano, el colombiano Deportivo Cali, el brasileño Portuguesa, el mexicano Puebla FC y el español Real Valladolid. Fue internacional con la selección chilena, de la cual es su octavo goleador histórico con 22 tantos en 37 partidos y fue el «goleador de la Clasificación de Conmebol para la Copa Mundial de 1986» con siete, durante la que registró el remate «gol imposible» en 1985.

## Trayectoria

### Como jugador
Fue un volante ofensivo zurdo de los años 1980. Se especializó en tiros libres, practicando una hora y media después de los entrenamientos, solo o con la ayuda de los arqueros juveniles, e intentaba poner el balón en las esquinas superiores del arco. Su inicio futbolístico fue en el club Lan Chile, en el torneo Regional Zona Central, para pasar en 1976 a Universidad Católica, donde debutó en 1978 y permaneció hasta 1979.
A nivel de clubes sus mayores éxitos los obtuvo en Deportivo Cali, Puebla y Universidad Católica. Además tuvo destacadas temporadas en el Real Valladolid de España y en Portuguesa de Sao Paulo, Brasil. Antes de brillar en la UC tuvo un aceptable paso en Naval, cuadro en el que realizó una gran campaña, sirviéndole para ganar experiencia. Con Universidad Católica fue campeón y goleador de la Copa Polla Gol en 1983, convirtiendo 23 anotaciones en 24 partidos. Luego en 1984 fue campeón de la Copa República. 
En ese mismo año, se consagró campeón del torneo chileno. En la Universidad Católica, solo considerando el Torneo oficial, jugó 68 partidos y marcó 44 goles. Además, tuvo un sobresaliente desempeño en el triunfo por 3:2 sobre el FC Barcelona en la final del Trofeo Ciudad de Palma 1984, donde convirtió un doblete.
Aravena partió a España en 1985 a jugar por el Valladolid del DT Vicente Cantatore. En 1986 volvió a la UC para partir nuevamente, esta vez al Deportivo Cali de (Colombia). En la temporada de 1987, el "Mortero" se convirtió en el máximo goleador del fútbol colombiano y consiguió el "Botín de Oro" al romper las redes en 23 oportunidades. En Colombia aún son recordados varios de sus golazos como por ejemplo uno anotado a Atlético Nacional desde 40 metros. Luego su pase fue comprado por el Puebla de México, con quienes se tituló Campeonísimo (campeón de Liga y de Copa) en la temporada 1989-1990, y goleador del equipo con 28 goles en 37 partidos, hasta hoy es considerado el mejor futbolista en la historia del club.

### Como técnico
Su carrera como técnico comenzó con el pie derecho al conseguir el ascenso al fútbol de honor con Audax Italiano en el año 1995 (70 % de rendimiento) como vicecampeón de la categoría al perder la final del torneo ante Santiago Wanderers. Tras su exitoso inicio de carrera partió a Palestino donde no destacó mucho y luego llega a Santiago Morning.
En Santiago Morning logró que el equipo luego de catorce años volviera a la primera división (64% de rendimiento) y esto lo llevó a ser fichado por Everton de Viña del Mar donde tuvo una mala campaña con este equipo volviendo a Santiago Morning luego de esto pasó a dirigir a la Selección Chilena Sub-17 donde no tuvo mayores logros.
Finalmente se fue a probar suerte a México, específicamente al Puebla Fútbol Club Puebla donde intentó devolverle la categoría al equipo que recién había descendido. En su aventura por México logró una muy buena campaña (66 % de rendimiento), pero en cuartos de final del torneo de apertura renuncia sorpresivamente luego del partido de ída, finalmente el equipo Puebla, consiguió el campeonato de clausura 2005.
Luego de su incursión en México regresó a Chile, donde logró una muy buena campaña con Cobreloa, obteniendo el primer lugar en el torneo de clausura y primer lugar de la tabla acumulada (67 % de rendimiento), clasificando al equipo a la Copa Libertadores. Posteriormente entrenó a Palestino, equipo que tomo en el último lugar, llevándolo a quedar en el sexto lugar al finalizar en torneo, para luego volver a Puebla pero esta vez a dirigir el Lobos de la BUAP donde clasificó por primera vez en la historia del equipo a la liguilla por el campeonato, llegando hasta semifinal.
A mediados de 2008 finalizado su paso por el Lobos de la BUAP recala en Santiago Wanderers para reemplazar a Gustavo Huerta quien había logrado una pobre campaña en la Primera B (Chile), una vez finalizado el Torneo de Apertura 2009 es cesado inexplicablemente cuando tenía ubicado en el segundo lugar general al equipo (65 % de rendimiento).
En 2009 nuevamente asume como adiestrador de Club Deportivo Palestino Palestino, en reemplazo de Luis Musrri.
En 2012-2013 entrena por segunda vez a Los Lobos de la BUAP, consiguiendo un regular desempeño.
En octubre de 2017, es contratado por Club de Deportes Valdivia, con la labor de salvar al equipo de perder la categoría, 12% eran las posibilidades que existían, luego de dirigir al equipo en cinco partidos (15 puntos), logró obtener 7 puntos y salvar la categoría. Renueva su contrato, para la temporada 2018. con Deportes Valdivia
Entre los años 2020 y 2021, dirige a Deportes Puerto Montt. Al año siguiente, dirige por dos meses a Deportes Temuco.

## Selección nacional
Con la Selección Chilena fue el volante ofensivo chileno en las Eliminatorias a México '86 y a Italia '90. Por la Roja convirtió 22 goles en 37 partidos —11 en oficiales y amistosos—, por lo que es el 8º goleador histórico de la selección, con un promedio de 0,59 goles por partido.
Su garra y temperamento varias veces le hicieron llevar la jineta de capitán del seleccionado chileno. Convirtió el denominado en un congreso de la FIFA como «gol imposible», anotado ante Uruguay durante las Eliminatorias a México '86. En 37 partidos jugados anotó 22 goles con la selección (entre 1983 y 1990). Su último partido fue el 17 de octubre de 1990 ante Brasil.

### Participaciones en Copa América
| Torneo            | Sede          | Resultado    | Partidos | Goles |
| ----------------- | ------------- | ------------ | -------- | ----- |
| Copa América 1983 | Sin sede fija | Primera fase | 3        | 2     |

### Participaciones en Eliminatorias Sudámericanas
| Eliminatorias                    | Equipo | Resultado      | Partidos | Goles |
| -------------------------------- | ------ | -------------- | -------- | ----- |
| Eliminatorias Sudamericanas 1986 | Chile  | No Clasificado | 8        | 7     |
| Eliminatorias Sudamericanas 1990 | Chile  | Descalificado  | 4        | 2     |

## Clubes

### Como jugador
| Club                         | País     | Año       | PJ  | Goles |
| ---------------------------- | -------- | --------- | --- | ----- |
| Universidad Católica         | Chile    | 1976-1985 | 123 | 85    |
| → Santiago Morning           | Chile    | 1980      | 31  | 15    |
| → Naval                      | Chile    | 1981-1982 | 42  | 18    |
| Real Valladolid              | España   | 1985-1986 | 49  | 16    |
| Deportivo Cali               | Colombia | 1986-1988 | 77  | 35    |
| Puebla FC                    | México   | 1988-1991 | 112 | 66    |
| Portuguesa                   | Brasil   | 1991      | 24  | 8     |
| Unión Española               | Chile    | 1992      | 16  | 5     |
| Audax Italiano               | Chile    | 1993      | 18  | 7     |
| Selección de fútbol de Chile | Chile    | 1983-1990 | 37  | 22    |
| Total                        | Total    | Total     | 529 | 277   |

### Como entrenador
| Club                     | País   | Año       | PJ  | PG  | PE  | PP  | Rendimiento |
| ------------------------ | ------ | --------- | --- | --- | --- | --- | ----------- |
| Audax Italiano           | Chile  | 1995      | 37  | 17  | 10  | 10  | 54.95%      |
| Palestino                | Chile  | 1996-1997 | 68  | 20  | 17  | 31  | 37.74%      |
| Santiago Morning         | Chile  | 1998-1999 | 76  | 31  | 22  | 23  | 50.43%      |
| Everton de Viña del Mar  | Chile  | 2000      | 36  | 11  | 9   | 16  | 43.06%      |
| Santiago Morning         | Chile  | 2001-2002 | 47  | 11  | 10  | 26  | 30.49%      |
| Selección Chilena Sub-16 | Chile  | 2004      | 4   | 1   | 1   | 2   | 33.33%      |
| Puebla                   | México | 2005      | 25  | 13  | 4   | 8   | 57.33%      |
| Cobreloa                 | Chile  | 2006      | 41  | 21  | 8   | 12  | 57.72%      |
| Palestino                | Chile  | 2007      | 9   | 3   | 4   | 2   | 48.14%      |
| Lobos de la BUAP         | México | 2007-2008 | 36  | 16  | 8   | 12  | 51.85%      |
| Santiago Wanderers       | Chile  | 2008-2009 | 46  | 18  | 16  | 12  | 50.72%      |
| Palestino                | Chile  | 2009-2010 | 16  | 3   | 4   | 9   | 27.08%      |
| Comerciantes Unidos      | Perú   | 2017      | 4   | 0   | 1   | 3   | 8.33%       |
| Deportes Valdivia        | Chile  | 2017-2019 | 61  | 24  | 14  | 23  | 46.99%      |
| Deportes Puerto Montt    | Chile  | 2020-2021 | 31  | 12  | 10  | 9   | 49.46%      |
| Deportes Temuco          | Chile  | 2022      | 8   | 1   | 3   | 4   | 25%         |
| Total                    | Total  | Total     | 545 | 202 | 141 | 202 | 45.68%      |

## Palmarés

### Campeonatos nacionales
| Título                  | Club                 | País   | Año     |
| ----------------------- | -------------------- | ------ | ------- |
| Copa Chile              | Universidad Católica | Chile  | 1983    |
| Copa de la República    | Universidad Católica | Chile  | 1983    |
| Primera División        | Universidad Católica | Chile  | 1984    |
| Primera División        | Puebla               | México | 1989-90 |
| Copa México             | Puebla               | México | 1989-90 |
| Campeón de Campeones    | Puebla               | México | 1989-90 |
| Concacaf Liga Campeones | Puebla               | México | 1991    |
| Copa Chile              | Unión Española       | Chile  | 1992    |

### Distinciones individuales
| Distinción | Año     |
| --- | ------- |
| Premio al mejor jugador del año en el fútbol chileno, otorgado por Deporte Total de Radio Minería.                | 1983    |
| Máximo anotador en la historia de una competición por Copa Chile - Copa Chile                                     | 1983    |
| Máximo anotador chileno en la historia en marcar goles oficiales en un año calendario (19 de ellos de tiro libre) | 1983    |
| Máximo anotador en la clasificación de Conmebol para la Copa Mundial de Fútbol de 1986                            | 1986    |
| Balón de Oro. Goleador de la temporada - Primera división del fútbol colombiano                                   | 1987    |
| Mejor mediocampista de la liga - Primera División de México                                                       | 1988-89 |
| Balón de Oro al mejor jugador de la liga - Primera División de México                                             | 1989-90 |
| Goleador de campeonato - Copa México                                                                              | 1989-90 |
| Quinto mejor goleador en la historia del fútbol chileno y máximo anotador en condición de volante                 |         |